# Мечеть Ногай-Ишана
Мечеть Ногай-Ишана (каз. Ноғай ишан мешіті) — мечеть конца XIX — начала XX века в центре села Сузак Туркестанской области Казахстана. С 1982 года входит в список памятников истории и культуры Казахстана республиканского значения.

## Архитектура
Мечеть построена из жжёного кирпича, фасады оставлены в естественной кладке. В советское время была переоборудована под клуб — были сделаны внутренние перегородки, оборудована сцена в северной части здания, пробиты оконные проёмы. Объёмно-пространственная композиция здания состоит из прямоугольного вытянутого объёма с развитой портальной частью и примыкающего просторного двухрядного айвана. В центральной части возвышается четверик главного зала, перекрытый шатровой кровлей с луковичной макушкой. Фасады зданий обработаны прямоугольными филёнками. Основную декоративную нагрузку несёт портал с двумя башенками по бокам. В нише портала устроена лоджия стрельчатого очертания с ажурной деревянной решёткой и лепестковым венцом над аркой. Традиционной композиционной частью является айван с выходящей на него наружной михрабной нишей. Перекрытие айвана поддерживают высокие деревянные колонны с резными капителями.
В планировке здания продольно-осевая композиция. В центре — квадратный в плане зал, по бокам — симметричные помещения. В теле западного пилона установлена дополнительная комната, в восточном пилоне — лестница, ведущая на кровлю. В интерьере главного зала по осям имеются стрельчатые арки. Потолок деревянный, подвесной, кессонированный, покрыт полихромной росписью. В боковых комнатах купольные перекрытия на консольно-ячеистых парусах.